# Sulisław (kasztelan bydgoski)
Sulisław – kasztelan bydgoski z nadania księcia Kujaw, ziemi łęczyckiej, sieradzkiej i dobrzyńskiej Kazimierza.

## Historia
Nic nie wiadomo na temat rodu z jakiego pochodził. Był pierwszym znanym ze źródeł pisanych kasztelanem bydgoskim. Wymienia go dokument ”Rocznika kapituły gnieźnieńskiej” pod datą 28 czerwca 1238 r. Uczestniczył wówczas w wiecu w Pyszkowie, na którym omawiane były warunki zawarcia pokoju między Księciem Kazimierzem I Kujawskim a Zakonem Krzyżackim. Następna wiadomość z 1239 r. podaje o odzyskaniu przez Kazimierza Bydgoszczy i związanym z tym najeździe Świętopełka Gdańskiego na Kujawy. 
Wojna kujawsko–pomorska na przełomie 1238 i 1239 roku doprowadziła do włączenia kasztelanii bydgoskiej w obręb Kujaw. Wedle najbardziej popularnej wersji wojna rozpoczęła się najazdem Świętopełka na Bydgoszcz, następnie gród odzyskał w 1239 r. Kazimierz, a zakończyła się kolejnym najazdem Świętopełka na Kujawy. 
Inna rekonstrukcja wydarzeń proponowana przez J. Powierskiego, którą podziela część badaczy wygląda następująco: w 1238 r. książę Kazimierz wykorzystując trudne położenie Świętopełka najechał jego dzielnicę zajmując Bydgoszcz, na co odpowiedzią był najazd odwetowy księcia pomorskiego. Ostatecznie nie doprowadził on jednak do stanu poprzedniego pozostawiając Bydgoszcz w rękach Kazimierza.
W tym kontekście Sulisław jako kasztelan występujący w otoczeniu księcia Kazimierza otrzymał od niego urząd w 1238 r. lub wcześniej jeśli terytorium bydgoskie znajdowało się w obrębie Kujaw przed wojną z 1238–1239 roku.
Sulisław mógł pełnić urząd kasztelana maksymalnie do 1252 r., gdyż wtedy pojawia się wzmianka o jego następcy Bogusławie.